# Javier Cámara
Javier Cámara Rodríguez, född 19 januari 1967 i Albelda de Iregua, La Rioja, är en spansk skådespelare.

## Utmärkelser
Cámara har bland annat vunnit Goyapriset för bästa manliga huvudroll 2014 för Living Is Easy with Eyes Closed.

## Roller i urval
- 1998 – Torrente - lagens dumma arm
- 2001 – Sex & Lucia
- 2002 – Tala med henne
- 2003 – Torremolinos 73
- 2004 – Dålig uppfostran
- 2005 – The Secret Life of Words
- 2006 – Captain Alatriste
- 2013 – Kära passagerare
- 2013 – Living Is Easy with Eyes Closed
- 2015 – Vänner för livet
- 2016 – The Young Pope (TV-serie) (10 avsnitt)
- 2018 – Miraklet (TV-serie) (8 avsnitt)
- 2020 – The New Pope (TV-serie) (9 avsnitt)